# Gérard Mendel
Gérard Mendel (1930-2004) va ésser un psiquiatre francès que s'especialitzà en l'estudi dels problemes socials a través de la psicoanàlisi, i per això se'l considera el pare de la sociopsicoanàlisi.
Va estudiar la rebel·lió juvenil partint del principi d'autoritat i va proposar les bases per a una educació socialista i autogestionària.